# Kairat Baigudinov
Kairat Baigudinov (né le 22 novembre 1978) est un coureur cycliste kazakh, actuellement directeur sportif de l'équipe Astana City.

## Palmarès
- 2002
  - 3e du championnat du Kazakhstan sur route
- 2005
  - 2e du Tour du lac Qinghai
  - 3e du Grand Prix Kooperativa

## Classements mondiaux
| Année           | 2005 |
| --------------- | ---- |
| UCI Asia Tour   | 13e  |
| UCI Europe Tour | 692e |